# 가흐구
가흐구(아제르바이잔어: Qax rayonu, 러시아어: Гахский район)는 아제르바이잔 북부에 위치한 구로 행정 중심지는 가흐이며 면적은 603km2, 인구는 54,600명(2007년 기준)이다. 서쪽으로는 조지아, 북동쪽으로는 러시아 다게스탄 공화국과 접한다.